# Bastione Molino a Vento
Il bastione Molino a Vento (già baluardo di San Michele) è uno dei sei bastioni che compongono la cinta muraria della città di Grosseto.
Il bastione occupa il vertice sud-occidentale delle mura di Grosseto, nell'area di Porta Corsica, lungo il lato che unisce il bastione Cavallerizza al bastione Garibaldi. Per la presenza della fontana con cinghiale, il bastione è comunemente conosciuto come Cinghialino dai grossetani.

## Storia
Il bastione fu edificato nella seconda metà del XVI secolo, durante la ricostruzione delle mura operata dai Medici su progetto di Baldassarre Lanci; i lavori, diretti dallo stesso Lanci, furono eseguiti nel 1571 e comportarono la demolizione del complesso del monastero della Santissima Annunziata. Quello stesso anno, Lanci morì colpito dalla malaria, lasciando la direzione dei cantieri delle nuove mura al figlio Marino. Il bastione prese il nome di baluardo di San Michele, in quanto costruito nel luogo dove sorgeva la Porta di San Michele delle demolite mura medievali, denominazione conferitale dalla vicina chiesa di San Michele.
Nel XVIII secolo è documentata la presenza sul baluardo di un Corpo di guardia e di un casino per la scuola dei cannonieri. La denominazione bastione Molino a Vento risale al XIX secolo e proviene dalla presenza di un mulino attestata fino al 1823; l'edificio fu probabilmente demolito in seguito alla totale smilitarizzazione delle mura avvenuta a partire dal 1833, con la trasformazione dei camminamenti e dei bastioni in parco pubblico. Vennero demolite le strutture militari, mentre le piazze basse del bastione furono adibite a serre e vivai; nel 1848 fu ampliata la passeggiata in quota tra il Molino a Vento e il bastione Cavallerizza su progetto dell'ingegnere Lamberto Lapi. Al centro del bastione fu collocata nel 1866 una vasca circolare con fontanile a novantacinque getti d'acqua, poi abbellita con le sculture del "Cinghialino" e altri animali ad opera di Tolomeo Faccendi nel 1950. Sempre nel 1950 vi fu collocato il busto in bronzo di Giuseppe Mazzini dello scultore Ivo Pacini.

## Descrizione

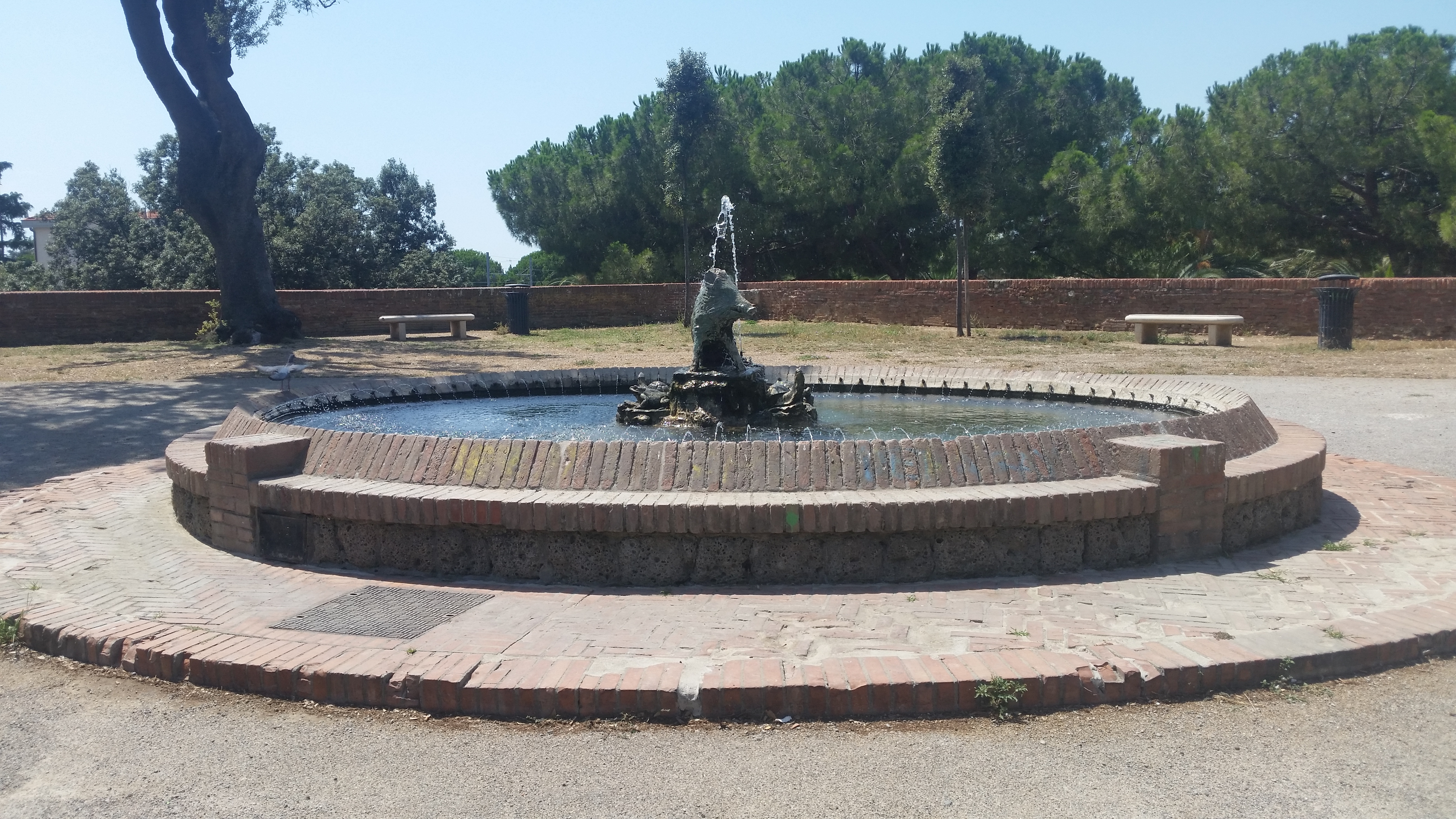
La fontana del Cinghialino (Tolomeo Faccendi, 1950)

Il bastione Molino a Vento si presenta a sezione poligonale, con un poderoso basamento a scarpa cordonato, in continuità con la cortina muraria apicale, con alcuni resti di corpi di guardia che sono scomparsi nel tempo.
Presso il bastione, è presente un camminatoio pedonale in galleria, di epoca posticcia, ricavato dalle gallerie che in passato conducevano alle cannoniere; all'esterno della cinta muraria sono ben visibili una serie di campi da tennis.